# جرج آلمن (تاریخ‌دان طبیعی)
جرج آلمن (انگلیسی: George Allman؛ ۱۸۱۲ – ۲۴ نوامبر ۱۸۹۸) اف‌آراس، اقلیم‌شناس، گیاه‌شناس و جانورشناس ایرلندی بود که در دانشگاه ادینبرو در اسکاتلند استادی تاریخ طبیعی را برعهده داشت.

## زندگی‌نامه
آلمن در کورک، ایرلند، به دنیا آمد و تحصیلات اولیه خود را در مؤسسه سلطنتی آکادمیک بلفاست سپری کرد. مدتی را به تحصیل حقوق گذراند و سپس آن‌را رها نمود. آلمن در سال ۱۸۴۳، در رشته پزشکی از کالج ترینیتی دوبلین فارغ التحصیل شد و در سال بعد به عنوان استاد گیاه شناسی در آن دانشگاه منصوب شد. او این سمت را برای حدود دوازده سال حفظ نمود، سپس به عنوان استاد تاریخ طبیعی به ادینبورگ نقل مکان کرد و تا سال ۱۸۷۰ در آنجا ماند. سرانجام وضعیت جسمی و سلامتی وی باعث شد از سمت استادی و بازنشستگی استعفا دهد. آلمن از آن پس اوقات خود را در دورست (انگلستان) وقف سرگرمی مورد علاقه خود در باغبانی نمود.

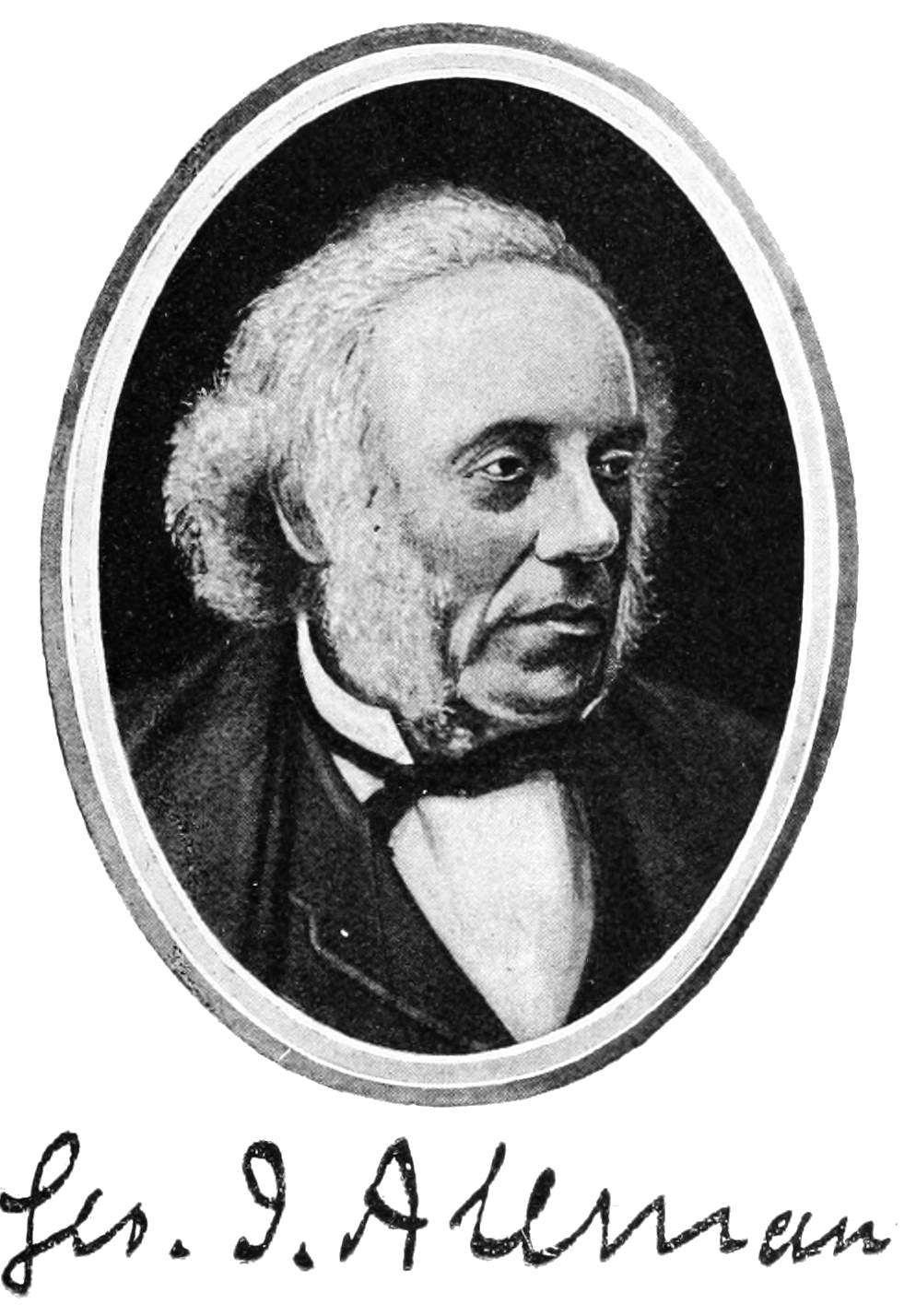
جورج جیمز آلمن و امضای او.